# Hermann Kloss
Hermann Kloss (* 6. April 1931 in Jägerndorf, Tschechoslowakei; † 13. Oktober 2001 in Riedenburg) war ein deutscher Orgelbauer.

## Leben
Hermann Kloss wurde am 6. April 1931 in Jägerndorf (heute Krnov) im Sudetenland, als Sohn von Josef Kloss, einem technischen Direktor der Orgelbaufirma Rieger-Kloss geboren. Er durchlief eine Orgelbauerausbildung, die er 1948 mit der Gesellenprüfung abschloss. 1965 bestand er die Meisterprüfung in München. Bis zur Aussiedlung im Jahr 1967 arbeitete er als Mitarbeiter des tschechischen Amtes für Denkmalpflege in Prag. 1968 gründete er einen Orgelbaubetrieb in Kelheim. Bis zu seinem Tod erbaute er zahlreiche Orgeln mit Schleiflade und restaurierte Instrumente, vorwiegend in der Oberpfalz und in Niederbayern. Er ist auf dem Waldfriedhof in Kelheim beerdigt.

## Werkliste (Auswahl)
| Jahr | Ort                | Gebäude                                          | Bild | Manuale | Register | Bemerkungen |
| ---- | ------------------ | ------------------------------------------------ | ---- | ------- | -------- | --- |
| 1969 | Kelheim            | St. Markus                                       |      | II/P    | 7        | Orgel wurde bei der letzten Renovierung der Kirche vor der Jahrtausendwende aus technischen und optischen Gründen entfernt und ist heute in Privatbesitz erhalten. |
| 1970 | Kelheim            | St. Lukas                                        |      | II/P    | 8        | Die Orgel der entwidmeten und 2021 verkauften Kirche ist unverändert am Standort erhalten |
| 1971 | Elisabethszell     | St. Elisabeth                                    |      | II/P    | 13       | |
| 1972 | Kelheimwinzer      | St. Jakobus der Ältere (neue Kirche)             |      | II/P    | 18       | |
| 1975 | Affecking          | Heilig Kreuz                                     |      | II/P    | 23       | |
| 1975 | Kelheim            | Kreiskrankenhaus Kelheim (jetzt Goldberg-Klinik) |      | II/P    | 7        | |
| 1975 | Rieden             | Mariä Himmelfahrt                                |      | II/P    | 13       | Rechts seitenspielig im Gehäuse von Funtsch (1776), der Unterteil wurde abgeschnitten, der restliche Gehäuseteil in die Brüstung eingebaut. 2010 wurde die obere Empore abgebaut und die Orgel auf die untere Empore versetzt. Mathis ergänzte bei seinem Neubau den Unterteil des Gehäuses. |
| 1976 | Geibenstetten      | St. Andreas                                      |      | I/P     | 8        | |
| 1976 | Großgundertshausen | Heilig Kreuz und Schmerzhafte Muttergottes       |      | II/P    | 15       | |
| 1978 | Theißing           | St. Martin                                       |      | II/P    | 10       | → Orgel |
| 1978 | Sinzing            | Mariä Himmelfahrt                                |      | II/P    | 24       | |
| 1978 | Immenreuth         | Herz Jesu                                        |      | II/P    | 14       | → Orgel |
| 1979 | Pfreimd            | Mariä Himmelfahrt                                |      | II/P    | 25       | im historischen Gehäuse |
| 1980 | Teugn              | Mariä Himmelfahrt                                |      | II/P    | 18       | |
| 1981 | Bad Abbach         | St. Nikolaus                                     |      | I/P     | 12       | hinter Prospekt von Johann Anton Breil unter Verwendung der Vorgängerorgel |
| 1981 | Greilsberg         | St. Nikolaus                                     |      | I/P     | 4        | |
| 1981 | Oberpiebing        | St. Nikolaus                                     |      | II/P    | 18       | |
| 1982 | Kelheim            | Mariä Himmelfahrt                                |      | II/P    | 26       | |
| 1982 | Hof (Saale)        | St. Pius                                         |      | II/P    | 17       | |
|      | Regensburg         | Universitätsklinikum                             |      | I/P     | 6        | |